# بيرت تايلور
بيرت تايلور (بالإنجليزية: Bert Taylor)‏ هو لاعب كرة قدم أسترالية أسترالي، ولد في 2 يونيو 1911، وتوفي في 30 مايو 1978.

## وصلات خارجية
- بيرت تايلور على موقع AustralianFootball.com (الإنجليزية)
- بيرت تايلور على موقع AFLtables.com (الإنجليزية)